# Wittstock
Wittstock er en by i landkreis
Ostprignitz-Ruppin i den nordvestlige del af den tyske delstat Brandenburg. Den ligger, hvor floden Glinze løber sammen med Dosse 20 km øst for Pritzwalk og 95 km nordvest for Berlin. Wittstock ligger i den østlige del af landskabet Prignitz ved den nordlige ende af Kyritz-Ruppiner Heide og den sydlige del af Mecklenburgischen Seenplatte.
Wittstock er i areal den tredjestørste kommune i Tyskland .
I 1636 under Trediveårskrigen stod Slaget ved Wittstock mellem Sverige og en alliance af det Tysk-romerske rige og Sachsen. Svenskerne vandt en vigtig sejr.

## Bydele og bebyggelser
| - Babitz - Berlinchen - Biesen - Christdorf - Dossow - Dranse - Fretzdorf - Freyenstein - Gadow - Goldbeck | - Groß Haßlow - Niemerlang - Rossow - Schweinrich - Sewekow - Wittstock (Centrum) - Wulfersdorf - Zempow - Zootzen |

- Wikimedia Commons har flere filer relateret til Wittstock